# Бургосские законы
Бургосские законы (исп. Leyes de Burgos) — первые законы Испанской монархии для Индии или Нового Света, с целью урегулирования испанской колонизации Америки, а также гуманизации отношений между колонизирующими испанцами и местными индейцами, подписанные 27 декабря 1512 года королём Фернандо II в городе Бургос. Законы были результатом работы первого собрания теологов и юристов, где было постановлено, что король Испании имеет справедливое право на обладание Американским континентом и что индейцы юридически — свободные люди со всеми правами собственности, которые не могут быть эксплуатируемы (то есть порабощены), но как подданные короля должны работать на благо короны, для чего были созданы два индейских института: рекьерименто и энкомьенда.
Чтобы покрыть свои расходы на завоевание, а также привлечь наёмников, Кортес и другие конкистадоры ввели систему энкомьенда (аналог оброка) в завоёванных испанцами регионах Мексики и других латиноамериканских областях. Началось фактическое порабощение индейцев. Бургосские законы, по названию города, в котором они были подписаны, были задуманы с целью сократить произвол прибывающих в Америку идальго над индейцами с помощью введения системы бюрократического контроля над масштабами эксплуатации индейцев.
Реальное осуществление королевских законов было довольно затруднительно из-за большой удалённости региона, отсутствия развитой системы городов, нехватки чиновников на местах, стихийной эмиграции идальго, которые на таком удалении практически не ощущали власти короля. Законы выражались в первую очередь в ограничении размера дани, взимаемой с покорённых индейцев. Между 1536 и 1549 годами король сменил энкомьенду на трудовую повинность (барщина). Тем не менее, негласная энкомьенда продолжала существовать в отдельных латиноамериканских странах до начала XX века.